# 馬書林
馬書林（1495年—？），字子約，號對竹，陝西西安府高陵縣人，民籍，明朝政治人物。

## 生平
嘉靖四年（1525年）乙酉科陝西鄉試第二十九名舉人。嘉靖八年（1529年）中式己丑科會試第二百七十三名，登第三甲第一百五十八名進士。初任河南辉县知县，升南京刑部云南司主事，历升本部广西司郎中。十八年（1539年）出任河南汝宁知府，调四川保宁府，升按察司副使，整饬兵备，未任而卒。

## 家族
曾祖馬傑；祖父馬文質；父馬憲，字天章，號柳渠，母齊氏。重庆下。